# Стесагор (тиран)
Стесагор (*д/н —516 до н. е.) — тиран давньогрецької колонії Херсонес Фракійський у 524–516 роках до н. е.

## Життєпис
Походив з аристократичного афінського роду Філаїдів. Син Кімона Коалемоса, супротивника Пісістрата та його синів. Про молоді роки немає відомостей. Після смерті свого дядька Мільтіада Старшого у 524 році до н. е. успадкував його владу над племенем допопів та містами херсонес Фракійський, Кріфот, Елай. Із самого початку володарювання продовжив війну проти міста Лампсак (розпочату ще за його попердника). Незабаром Стесагор з успіхом завершив військову кампанію проти лампсакців. Втім невдовзі у 516 році до н. е. був підступно вбитий начебто перебіжчиком з лампсаку. Владу успадкував його молодший брат Мільтіад.